# Vorarlberger Landesausschuss (1861–1918)
Als Vorarlberger Landesausschuss wurde in den Jahren 1861 bis 1918 das die selbständige Landesverwaltung ausübende Exekutivorgan des Landes Vorarlberg in Österreich-Ungarn bezeichnet. 

## Organisation der Landesausschüsse
Geschaffen wurde der Vorarlberger Landesausschuss mit dem Februarpatent, welches im Jahr 1861 durch Kaiser Franz Joseph als Verfassung eingesetzt wurde. Mit diesem erhielt Vorarlberg einen eigenen Landtag und den diesem verantwortlichen Landesausschuss, dem in der Folge auch ein vom Kaiser ernannter Landeshauptmann vorstand. Der Landeshauptmann war zugleich Landtagspräsident und Vorsitzender des Landesausschusses.
Realpolitisch hatten weder der Landtag noch der Landesausschuss große Bedeutung, da die meisten für Vorarlberg geltenden Gesetze – selbst der Großteil jener, die vom Landtag erlassen wurden – von den Bezirkshauptmannschaften als Verwaltungsinstitutionen der k.u.k. Statthalterei für Tirol und Vorarlberg in Innsbruck vollzogen wurden. Lediglich jene beschränkten Bereiche, welche durch die Verfassung der autonomen Landesverfassung zugeschrieben wurden (etwa Landwirtschaft, aus Landesmitteln dotierte Einrichtungen, Landeshaushalt, Gemeindeaufsicht, Schulwesen, Verkehrswesen sowie Bodenreform), konnten vom Vorarlberger Landesausschuss exekutiert werden. Dieser hatte also eine vergleichsweise geringe Regierungsmacht verglichen mit der heutigen Vorarlberger Landesregierung.
Mitglieder des Landesausschusses waren zum einen der vom Kaiser aus der Reihe der Landtagsabgeordneten bestimmte Landeshauptmann sowie zunächst vier (ab 1905 fünf und ab 1909 sechs) weitere Mitglieder, die vom Landtag gewählt wurden. Die Ersatzleute der vom Landtag gewählten Mitglieder des Landesausschusses wurden ebenfalls vom Landtag bestimmt und konnten eigenständige Ressorts führen.
Nachfolgeorgan des Vorarlberger Landesausschusses wurde am 3. November 1918 der Vorarlberger Landesrat, der zunächst staatliche und autonome Landesverwaltung in sich vereinigte, ab 14. November aber wieder nur die Agenden der autonomen Selbstverwaltung führte.